# Landkreis Cottbus

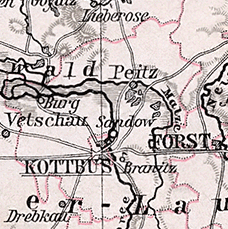
Powiat w 1905 r.

Landkreis Cottbus (Kreis Cottbus) – były powiat w pruskiej rejencji frankfurckiej w prowincji Brandenburgia. Istniał w latach 1818–1952. Teren dawnego powiatu leży obecnie w Niemczech w kraju związkowym Brandenburgia, w powiecie Spree-Neiße oraz należy do miasta na prawach powiatu Chociebuż. Siedzibą władz powiatu było miasto Chociebuż.
1 stycznia 1945 w skład powiatu wchodziło:
- jedno miasto: Peitz
- 84 innych gmin
- jeden majątek junkierski